# Орлинсон, Борис Семёнович
Борис Семёнович Орлинсон (13 ноября 1947 года, Луккенвальде, Германия — 10 июля 2023 года, Волгоград) — учёный-химик, профессор кафедры технологии органического и нефтехимического синтеза Волгоградского государственного технического университета, специалист в области изучения адамантана, лауреат премии имени С. В. Лебедева.

## Биография
Родился 13 ноября 1947 года в городе Луккенвальде, Германия.
Отец, Семён Борисович (1914—1992), участник ВОВ. Мать, Ямпольская Полина Моисеевна (1918—1990), медработник.
В 1961 году, после демобилизации отца из армии в звании подполковника, семья переехала в Волгоград.
В 1967 году с отличием закончил Волгоградский химико-технологический техникум, получив квалификацию техника-технолога по специальности «Технология органического синтеза», был принят на Волгоградский химический завод имени С. М. Кирова аппаратчиком 5 разряда в цех №35.
Тогда же поступил на заочное отделение ВПИ, затем перевелся на дневное отделение, и закончил его в 1973 году, инженер химик-технолог, специальность «Технология основного органического и нефтехимического синтеза».
В период учёбы занимался научной работой на кафедре органической химии под руководством доцента (впоследствии — профессора) В. А. Навроцкого. Дипломную работу, связанную с синтезом и исследованием виниловых эфиров адамантана их полимеризацией выполнил под руководством доцента (впоследствии — профессора) С. С. Радченко.
Активно занимался спортом, греблей на байдарке.
После завершения учёбы в институте — служба в армии, в 1975 году демобилизован с должности командира танкового взвода.
Начал работать инженером кафедры «Технологии синтетичекого каучука» в ВПИ.
В 1981 году защитил кандидатскую диссертацию, тема: «Синтез и исследование свойств полиимидов и сополиимидов на основе производных адамантана» (руководители — профессор А. П. Хардин и доцент (в дальнейшем — член-корреспондент РАН) И. А. Новаков).
В 1991 году присвоено учёное звание доцента.
В 1999 году защитил докторскую диссертацию, тема: «Синтез и исследование свойств полиимидов и сополиимидов на основе несимметричных функциональных производных адамантана» (научный консультант — член-корреспондент РАН И. А. Новаков).
В 2001 году присвоено учёное звание профессора.
С 2002 года — директор Центра коллективного пользования «Физико-химические методы анализа»; с 2006 года — член Научного Совета РАН по аналитической химии; с 2007 года — член диссертационного совета Д 212.028.01.
Борис Семёнович Орлинсон умер 10 июля 2023 года в Волгограде.

### Научная и общественная деятельность
Синтез и исследования функциональных производных каркасной структуры и конденсационных полимеров на их основе. Функциональные производные адамантана и их биологическая активность.
Читаемые дисциплины:
- Физико-химические методы анализа
- Теоретические и экспериментальные методы исследования в химии
- Методы контроля и анализа веществ

Общее количество публикаций — 350, включая монографий — 1, учебных пособий — 3, статей — 151.

## Награды
Премия имени С. В. Лебедева (за 2007 год, совместно с И. А. Новаковым) — за серию научных работ, посвящённых исследованиям в области адамантансодержащих полимеров.